# Félix Correa Maya
Félix Correa Maya (Antioquia, 1937-Medellín, 11 de julio de 2005) fue un banquero colombiano, figura central de la Crisis Bancaria de 1982.

## Biografía
Nació en Antioquia, como parte de una importante familia de banqueros, comerciantes y empresarios su padre era Félix Correa Roldán, comerciante de ganado y especies menores, y su madre María Maya Cardona; estaba emparentado, entre otros, con los banqueros Maximiliano Correa Uribe, Félix Correa Uribe y Emilio Correa Uribe y era nieto de Félix Antonio Correa González. Estos empresarios se codearon con magnates de la talla de Nemesio Camacho Macías, Eduardo Vásquez Jaramillo, José María Sierra y Félix Salazar Jaramillo.
Comenzó su carrera empresarial con el establecimiento de una tienda de abarrotes en Caucasia, cuyo éxito lo llevó a establecer en Medellín una firma inversora y financiera llamada Correa Acevedo. Más adelante esa firma pasó a llamarse Financiera Futurena. A partir de esta empresa creó un conglomerado empresarial llamado el Grupo Colombia, que llegó a poseer 56 empresas, entre ellas el Banco Nacional, entonces el mayor banco del país.
A finales de la década de 1970 el conglomerado invirtió en la empresa textilera Fabricato, con el fin de apropiarse de las tierras sobre las cuales se levantaban las propiedades de la compañía. En 1981 compró la totalidad de la empresa; sin embargo, en 1982, a raíz de la compra de la compañía Futurena quebró, llevándose junto a esta la totalidad del Grupo Colombia y obligando a la intervención del Banco Nacional el mismo año. Resulta que Correa Maya había establecido una serie de compañías fantasma en Panamá para hacer autopréstamos entre sus empresas: Más de 150 millones de pesos fueron depositados en estas empresas fantasmas que terminaron prestando ese dinero a las compañías del Grupo Colombia, por eso cuando en 1982 el Superintendente Bancario Germán Botero de los Ríos ordenó suspender un depósito del banco en las empresas en Panamá, se cortó el flujo de dinero, llevando al colapso del Grupo Empresarial.
Como consecuencia, 18.000 familias perdieron sus ahorros, 120.000 personas quebraron, Correa Maya fue encarcelado, nueve de sus socios huyeron del país y diez fueron asesinados. Fue el mayor escándalo financiero desde hacía varios años y sirvió como preludio de la Crisis Bancaria de 1982. Sindicado de estafa, abuso de confianza, falsedad en documentos, captación ilegal de dineros y autopréstamos, estuvo ocho años y dos meses arrestado en la Cárcel Nacional Modelo, hasta su liberación en 1990. En 1997 su proceso fue archivado.
Falleció el 11 de julio de 2005 en Medellín, a causa de un infarto.